# Uru (lud)

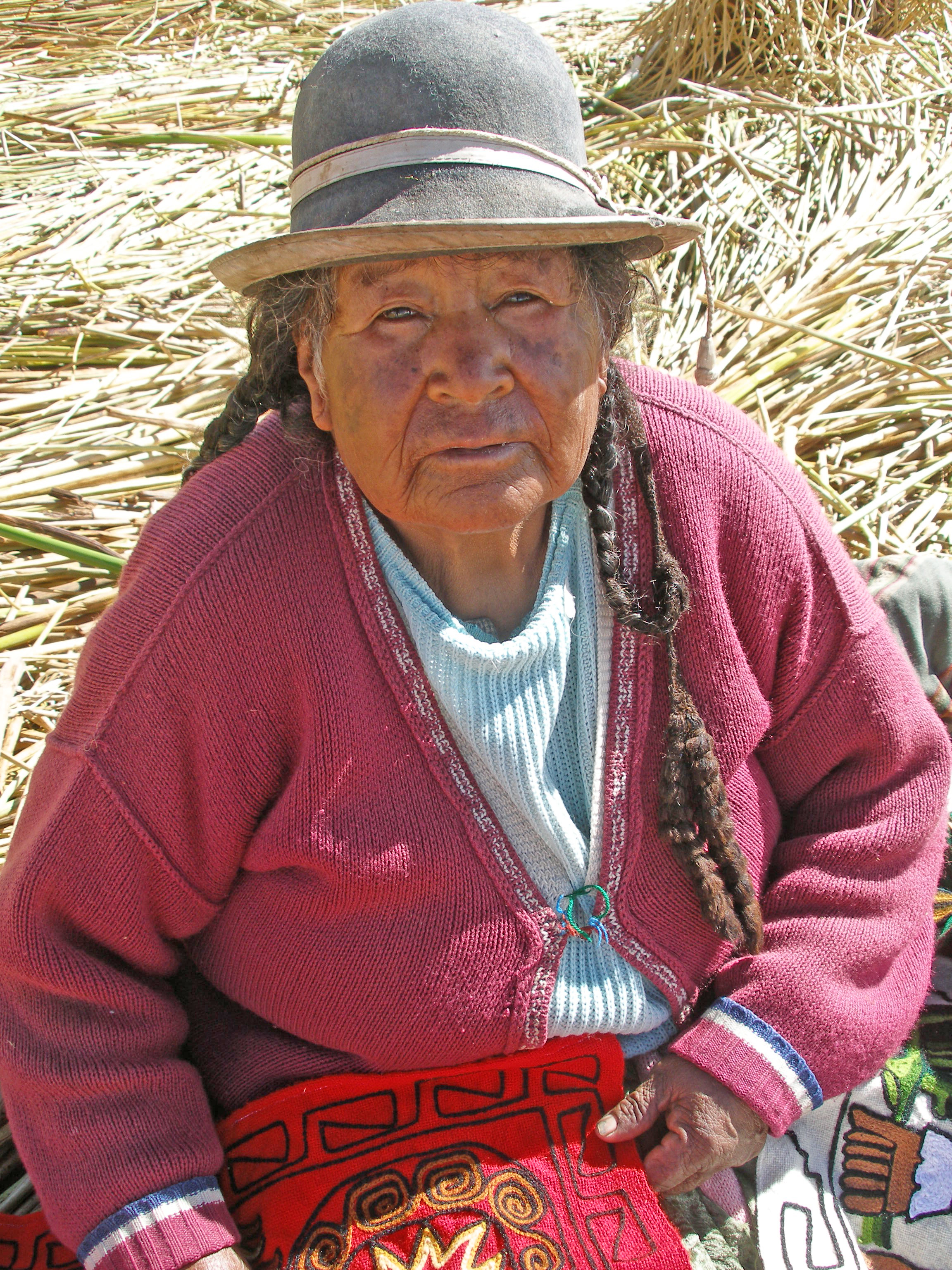
Starsza kobieta – przedstawicielka Uru. Ubrana w tradycyjne, barwne ubranie

Uru (uru: Qhas Qut suñi) – plemię indiańskie zamieszkujące zachodnie wybrzeża jeziora Titicaca, w pobliżu miasta Puno, w Peru. Jest to grupa Indian południowoamerykańskich, andyjskich.

## Historia

### Lata pre-kolumbijskie
Nie wiadomo, kiedy lud Uru dotarł do Jeziora Titicaca, lecz wiadomo, że jest to lud pre-inkaski. Pierwsi przedstawiciele tych plemion byli ciemnoskórzy i prawdopodobnie przywędrowali z lasów Amazonii. Poprzez nacisk na Uru przez inne ludy i plemiona, postanowili osiedlić się przy jeziorze. W późniejszych czasach, podczas dominacji inkaskiej w Andach, zostali oni wyparci z wybrzeży i zaczęli budować niewielkie, dryfujące po wodzie sztuczne wyspy z domami, tworzonymi przy użyciu wysuszonej trzciny. Takie rozwiązanie stanowiło dobrą fortyfikację na środku jeziora, która była prawie nie do zdobycia przez innych Indian. Inkowie uważali ich za podludzi, a Ajmarowie za słabszych.

### Po kolonizacji Ameryki
Po kolonizacji Zachodniej Ameryki Południowej przez Hiszpan, byli pogardliwie uważani za leniwych i brudnych. Pomimo kolonizacji udało im się zachować kulturę, choćby dlatego, że byli odizolowani od lądu. Do lat 80. XX w. większość tratw było położonych na środku jeziora, lecz po huraganie w 1987 roku większość z nich zostało zniszczonych, co zmusiło ludność Uru do osiedlenia się bliżej lądu.

## Życie codzienne

### Dieta
Przedstawiciele Uru żywią się głównie rybami, jajkami, kaczkami, świnkami morskimi, trzciną Totora, z której również robią herbatę i służy jako środek łagodzący ból.

### Obowiązki
Jednym z ich podstawowych obowiązków jest dbanie o sztuczne wyspy, które trzeba co jakiś czas dobudowywać, choćby w miejscach gdzie trzcina gnije. Oprócz tego zajmują się również rybołówstwem, łapaniem ptaków, szyciem tradycyjnych ubrań i hodowlą kaczek oraz świnek morskich.

### Edukacja
Na wyspach znajduje się kilka szkół oraz szkoła chrześcijańska, które są głównym źródłem zdobywania wiedzy przez mieszkańców wysp. Kiedy dzieci są starsze, to idą na ląd, zazwyczaj do Puno, by studiować w mieście.